# Djurgården Hockey 1925/1926
Djurgården vann sitt första SM-guld i ishockey. Seriespelet gick desto sämre med en jumboplacering och nedflyttning till Klass II. I SM-finalen vann man med 7-2 mot Västerås SK på Stockholms Stadion inför 2000 åskådare.  Folke Andersson-Ahrsjö blev matchhjälte med sina fem mål.

## Seriespelet
Referens:
| Datum            | Motståndare       | Resultat |
| ---------------- | ----------------- | -------- |
| 19 januari 1926  | Södertälje SK (b) | 2 - 4    |
| 26 januari 1926  | IF Linnéa (h)     | 1 - 2    |
| 4 februari 1926  | IFK Stockholm (h) | 1 - 3    |
| 19 februari 1926 | Tranebergs IF (b) | 4 - 5    |
| 23 februari 1926 | Hammarby IF (b)   | 0 - 1    |
| 5 mars 1926      | Nacka SK (b)      | 4 - 2    |
| 15 mars 1926     | Göta (h)          | 0 - 3    |

## Tabellen
Referens:
|   | Klass I 1925/1926 | SM | V | O | F | GM | IM | P  |
| - | ----------------- | -- | - | - | - | -- | -- | -- |
| 1 | IK Göta           | 7  | 4 | 3 | 0 | 22 | 8  | 11 |
| 2 | Södertälje SK     | 7  | 4 | 3 | 0 | 18 | 6  | 11 |
| 3 | Hammarby IF       | 7  | 4 | 3 | 0 | 16 | 8  | 11 |
| 4 | IFK Stockholm     | 7  | 2 | 3 | 2 | 21 | 16 | 7  |
| 5 | IF Linnéa         | 7  | 2 | 2 | 3 | 10 | 16 | 6  |
| 6 | Tranebergs IF     | 7  | 1 | 3 | 3 | 10 | 24 | 5  |
| 7 | Nacka SK          | 7  | 1 | 1 | 5 | 9  | 20 | 3  |
|   |                   |    |   |   |   |    |    |    |
| 8 | Djurgårdens IF    | 7  | 1 | 0 | 6 | 12 | 20 | 2  |

## Svenska mästerskapet 1926
Referens:
| Omgång      | Datum            | Motståndare       | Resultat |
| ----------- | ---------------- | ----------------- | -------- |
| Kvartsfinal | 8 februari 1926  | IK Göta (b)       | 5 - 4    |
| Semifinal   | 11 februari 1926 | Södertälje SK (h) | 4 - 3    |
| Finalen     | 12 februari 1926 | Västerås SK (h)   | 7 - 2    |